# ケヴィン・シュテーガー
ケヴィン・シュテーガー（Kevin Stöger, 1993年8月27日 - ）は、オーストリア・シュタイアーマルク州シュタイアー出身のサッカー選手。ボルシア・メンヒェングラートバッハ所属。ポジションはMF。

## 来歴
ユース時代をSVリートなどで過ごし、2009年にVfBシュトゥットガルトに入団。2011年1月にシュトゥットガルトIIIに昇格し、FCカールツァイス・イェーナ戦でプロデビュー。2012-13シーズンにトップチームに昇格するも、リーグ戦出場までには至らず、2013年から2年間は1.FCカイザースラウテルンにローン移籍に出される。
2015年夏にシュトゥットガルトとの契約が終了し、以降はSCパーダーボルン07、VfLボーフムなどでプレー。
2018年5月29日、フォルトゥナ・デュッセルドルフと2年契約を締結。初のトップリーグで2018-19シーズンは25試合に出場したものの、シーズン終盤に左膝に重傷を負うという形で、トップリーグ1年目を終了。その一方でチーム側は、2020年に契約満了とシュテーガーとの契約を延長する意向を示していると言われていた。
2020年10月6日、1.FSVマインツ05と契約した。
2022年6月10日、ボーフムと2年契約を結び、古巣復帰となった。

## 代表経歴
2008年から各ユース世代のオーストリア代表に招集され、2011年には2011 FIFA U-20ワールドカップに出場した。
2024年9月6日、ネーションズリーグのスロベニア代表戦でA代表初出場。